# جمیل سیبرت
جمیل سیبرت (انگلیسی: Jamil Siebert؛ زادهٔ ۲ آوریل ۲۰۰۲) بازیکن فوتبال اهل آلمان است.
از باشگاه‌هایی که در آن بازی کرده‌است می‌توان به باشگاه فوتبال فورتونا دوسلدورف اشاره کرد.
وی همچنین در تیم‌های ملی فوتبال جوانان آلمان و زیر ۲۰ سال آلمان بازی کرده‌است.